# The Lively Ones
The Lively Ones war eine US-amerikanische Surf-Rock-Band aus Süd-Kalifornien, die sich im Jahr 1962 aus der Band The Surfmen formiert hatte und die bis 1965 bestand. Die Besetzung bestand aus den Gitarristen Jim Masoner und Ed Chiaverini, den Bassisten Ron Griffith und Joel Willenbring (E-Bass unter anderem auch für The Tornadoes) und Tim Fitzpatrick am Schlagzeug.

## Biografie
The Lively Ones war eine der einflussreichsten Surf-Bands Süd-Kaliforniens im Jahr 1963. Die Veröffentlichungen der Band wurden unter der Regie des Musikproduzenten Bob Keene beim Plattenlabel Del-Fi Records aufgenommen. Der typische Surfsound, Staccato-Stücke mit Reverb-lastigen Fender-E-Gitarren (Twang-Gitarre), begleitet von gelegentlichen Saxophon-Einlagen, wurde auf allen vier im Jahr 1963 aufgenommenen Langspielplatten (Surf Rider, Surf Drums, This Is Surf City und Surfin’ South Of The Border mit den „Surf Mariachis“, einer fiktiven Band, bestehend aus Sessionmusikern) demonstriert.
Originalität gehörte nicht zu den Stärken der Lively Ones. So wurden innerhalb eines Jahres vier Studioalben und eine Kompilation der Band mit vielen Coverversionen und umbenannten Rock-’n’-Roll- und R&B-Stücken von Link Wray, Dick Dale, The Ventures und anderen aufgenommen und veröffentlicht. Die geringe Anzahl von eigenen Werken der Lively Ones wurde ausnahmslos von Gitarrist Jim Masoner komponiert, als Urheber wurde jedoch stets die gesamte Band genannt. Die Stücke Surf Rider (geschrieben von Nokie Edwards, The Ventures) und Rik-A-Tik wurden zu Hits. Die Single Goofy Foot überzeugte durch Staccato-Riffs und brachte das Stück auf diverse Best-Of-Surf-Kompilationen. Die Coverversionen der Lively Ones umfassten Material aus verschiedensten Genres. So wurden Musikstücke wie Telstar, Exodus, Rawhide und Cole Porters Komposition Night and Day im Surf-Stil interpretiert.
Aufgrund der sinkenden Popularität von Surf Rock durch den Erfolg der Musik der British Invasion Mitte der 1960er-Jahre löste sich die Band The Lively Ones im Jahr 1965 auf. Im Jahr 1994 erfuhr die Musik der Lively Ones einen erneuten Zuwachs an Popularität, als ihre Coverversion des Stücks Surf Rider für den Abspann des Kinofilms Pulp Fiction verwendet wurde. Seitdem findet die Band bei gelegentlichen Auftritten zu besonderen Gelegenheiten wieder zusammen.

## Diskografie

### Alben
- 1963: Surf Rider!
- 1963: Surf Drums
- 1963: Surf City
- 1963: The Great Surf Hits !!
- 1964: Surfin’ South Of The Border (mit den Surf Mariachis)
- 1967: Bugalu Party

### Singles
- 1962: Crying Guitar / Guitarget
- 1962: Miserlou / Livin‘
- 1963: High Tide / Goofy Foot
- 1963: Surf Rider / Surfer’s Lament
- 1963: Rik-A-Tic / Surfer Boogie
- 1963: Telstar Surf / Surf City
- 1963: Exodus / Surfing Memories
- 1964: Night And Day / Hey, Scrounge
- 1967: Bugalu Movement / Take It While You Can

### Erscheinungen auf Kompilationen
- 1963: KFWB’s Battle of the Surfing Bands
- 1963: KPOI’s Battle of the Surfing Bands
- 1963: KYA’s Battle of the Surfing Bands
- 1963: The Great Surf Hits
- 1964: Big Surf Hits
- 1982: History of Surf Music Vol 1
- 1995: Hang Five! The Best of The Lively Ones
- 1996: Cowabunga! Surf-Box